# Nicolas Saint-Ruf
Nicolas Saint-Ruf, né le 24 octobre 1992 à Rouen (Seine-Maritime), est un footballeur français, international guadeloupéen, jouant au poste de défenseur central à l'AS Nancy-Lorraine.

## Biographie

### Carrière en club
Natif de Rouen, Nicolas Saint-Ruf fait ses débuts dans le football au CMS Oissel avant de rejoindre le Racing Club de Lens à l'âge de 12 ans. En 2012, il fait ses débuts en Ligue 2 avec le club nordiste puis il rejoint Montpellier en 2014. En janvier 2017, il est transféré au SC Bastia. À la suite des déboires du club, il est contraint de quitter la Corse. Il s'engage en juillet 2017 avec l'AS Nancy-Lorraine. En fin de contrat à l'été 2019, il rejoint l'US Orléans, club dans lequel il avait déjà été prêté lors de la saison 2015-2016. Le 23 mai 2024, libre de son contrat avec l'US Orléans et après cinq saisons, il signe librement avec l'AS Nancy-Lorraine pour deux saisons.

## Palmarès
- AS Nancy-Lorraine
  - Vainqueur championnat national 2024-2025

### Carrière internationale
D'origine guadeloupéenne, Nicolas Saint-Ruf est appelé pour la première fois en sélection guadeloupéenne en mars 2022 pour affronter le Cap-Vert et la Martinique.